# Bert Roebben
Hubertus Hendricus Maria „Bert“ Roebben (* 14. Februar 1962 in Hasselt (Belgien)) ist ein römisch-katholischer Theologe.

## Leben
Roebben studierte Theologie und Pädagogik an der KU Leuven. Von 1995 bis 2000 war Roebben als Dozent an der Katholieke Universiteit Leuven in Belgien, von 1998 bis 2007 als Universitätshauptdozent an der Universität Tilburg in den Niederlanden und von 2007 bis 2017 als Professor an der Technischen Universität Dortmund tätig. Seit Oktober 2017 ist er Professor für Religionspädagogik an der Katholisch-Theologischen Fakultät der Rheinischen Friedrich-Wilhelms-Universität Bonn, 2017 war er Vorsitzender der Religious Education Association. 2019 wurde er als außerordentlicher Professor an der theologischen Fakultät der Universität Stellenbosch (Südafrika) angestellt.

## Werke (Auswahl)
- Seeking sense in the city. European Perspectives on Religious Education (= Dortmunder Beiträge zu Theologie und Religionspädagogik. Band 7). Lit, Berlin 2009, ISBN 978-3-643-10321-5 (englisch).
- Religionspädagogik der Hoffnung. Grundlinien religiöser Bildung in der Spätmoderne (= Forum Theologie und Pädagogik. Band 19). Lit, Berlin 2012 (dritte Auflage).
- Schulen für das Leben. Eine kleine Didaktik der Hoffnung. Calwer. Stuttgart 2016.
- Theology made in dignity. On the precarious role of theology in religious education (= Louvain Theological and Pastoral Monographs. Band 44). Peeters. Leuven/Paris/Bristol (CT) 2016.